# راديو كلمة

شعار راديو كلمة

راديو كلمة هي محطة إذاعية خاصة تونسية تملكها و تديرها سهام بن سدرين ناشطة حقوق الإنسان التونسية. بدأ راديو كلمة إذاعة ويب ثم حصل على تردد للبث في 17 أغسطس وانطلق بثه على الأثير في 31 أكتوبر.
في جانفي 2015 تمكن رئيس الاتحاد الوطني الحر ورئيس النادي الإفريقي رجل الأعمال سليم الرياحي من اقتناء راديو كلمة التي رأت النور بشكل «قانوني» بعد 14 جانفي 2011 على يد سهام بن سدرين وزوجها عمر المستيري وأدارتها بن سدرين إلى غاية استغنائها عن فريق العمل والاكتفاء بالبث المستمر للمادة الموسيقية .

## وصلات خارجية
- الموقع الرسمي